# Synagoga w Bambergu (Generalsgasse 15)
Synagoga w Bambergu – trzecia z kolei synagoga znajdująca się w Bambergu, w Niemczech przy Generalsgassse 15.
Około 1660 roku gmina żydowska wynajęła od miasta kompleks budynków, który zaadaptowano na synagogę i centrum gminy. Dziesięć lat później budynki wyremontowano i powiększono, a w 1694 roku udało się je zakupić. Synagoga była użytkowana do 1853 roku gdy okazała się zbyt mała.